# 林恩 (密蘇里州)
林恩（英語：Linn）是位於美國密蘇里州歐塞奇縣的城市。同時該地也是歐塞奇縣的縣治。

## 人口
根據2020年美國人口普查的數據，林恩的面積為3.02平方千米，皆為陸地。當地共有人口1350人，而人口密度為每平方千米447人。